# Туринская военная академия

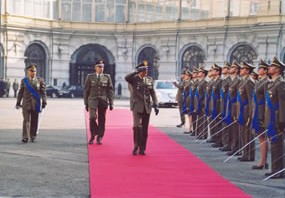
Церемония принесения присяги курсантами Туринской военной академии

Туринская военная академия (итал. Scuola di applicazione e Istituto di studi militari dell'Esercito) — высшее военное учебное заведение Италии, в которой офицеры, состоящие на службе в сухопутных войсках, получают полное высшее военное образование. Одна из старейших на Апеннинском полуострове и в Европе. Расположена в Турине.

## История
Берёт своё начало от основанной в 1739 году Карлом Эммануилом III «Королевской школы артиллерии и фортификации» (dell’Esercito Italiano (fanteria, cavalleria, artiglieria e genio)) периода Королевства Сардинии и Савойского герцогства (1739—1816), колыбели Пьемонта и позже большинства итальянских военных традиций.
Значительные изменения в деятельность школы внёс Виктор Эммануил II, превративший её в «Артиллерийское военно-техническое училище» (1863).
С июня 2003, получила своё нынешнее название: «Школа применения и Институт военных исследований армии».
Основой школы стало слияния этих школ со знаменитым пармским пехотным училищем и кавалерийского училища в Пинероло.
Была первой академией в Европе такого типа.
Оказала большое влияние на историю не только Италии, но и многих европейских стран. Многое выпускники академии стали государственными деятелями, главами государств, военными министрами и крупными военачальниками, которые сыграли важную роль в культурной и политической жизни, экономическом и социальном развитии своих стран.
Сейчас до поступления в Туринскую военную академию, офицеры проходят предварительную подготовку, длящуюся два года в Военной академии Модены, где получают звание лейтенанта. В Турине, они заканчивают своё обучение в течение трех лет, изучая науку стратегии и различные виды вооружения.
Обучение проводится по направлениям:
- Политическая и организационная подготовка пехотных, кавалерийских и артиллерийских офицеров,
- Техническая подготовка военных инженеров, офицеров связи, транспорта и оборудования,
- Специализация по администрированию и безопасности личного состава.

## Известные выпускники академии
- Александру Авереску,
- Пьетро Бадольо
- Фиоренцо Бава Беккарис
- Камилло Бенсо ди Кавур,
- Никола Бакарджиев,
- Армандо Диас,
- Никола Жеков,
- Луиджи Кадорна,
- Жозеф Луи Лагранж,
- Альфонсо Ферреро Ламармора,
- Пренк Первизи и многие другие,